# افرح (ألبوم)
افرح هو البوم للفنان العراقي كاظم الساهر، تم إصداره عام 1992 من إنتاج شركة الخيول.

## قائمة الأغاني
- افرح  - 6:40-من كلمات كريم العراقي-الحان-كاظم الساهر
- لاتحتج  - 8:15-من كلمات كاظم الساهر-الحان-كاظم الساهر
- ماطار طير  - 7:25-من كلمات كريم العراقي-الحان-كاظم الساهر
- مالك معزه  - 5:28-من كلمات منذر كريم-الحان-كاظم الساهر
- هدد  - 5:55-من كلمات كريم العراقي-الحان-كاظم الساهر
- هذا اللون  - 5:10-من كلمات كاظم الساهر-الحان-كاظم الساهر
- ونيت من لوعتي  - 5:22-من كلمات كاظم السعدي-الحان-كاظم الساهر
- يادنيا موال  - 11:42-من كلمات كريم العراقي-الحان-كاظم الساهر